# Mirrinunt

Mapa dels demos de l'antiga Àtica. El demos de Mirrinunt n'era a l'est

Mirrinunt (en grec: Μυρρινούς, el significat del qual està relacionat amb 'murta', que en grec és μύρτον) és el nom d'un demos àtic de l'Antiga Grècia. N'era originari Fedre, citat per Plató en els seus Diàlegs, un dels quals duu el seu nom.
Pausànias esmenta que a Mirrinunt es trobava un xòanon d'Àrtemis Colènida. Aquest epítet deriva de Colene que, segons els habitants de Mirrinunt, havia sigut un rei anterior a Cècrops.